# 17779 Migomueller
17779 Migomueller este un asteroid din centura principală de asteroizi.

## Descriere
17779 Migomueller este un asteroid din centura principală de asteroizi. A fost descoperit pe 26 martie 1998 la Caussols, în cadrul proiectului ODAS. Asteroidul prezintă o orbită caracterizată de o semiaxă mare de 2,91 ua, o excentricitate de 0,06 și o înclinație de 1,1° în raport cu ecliptica.